# Iliza Shlesinger

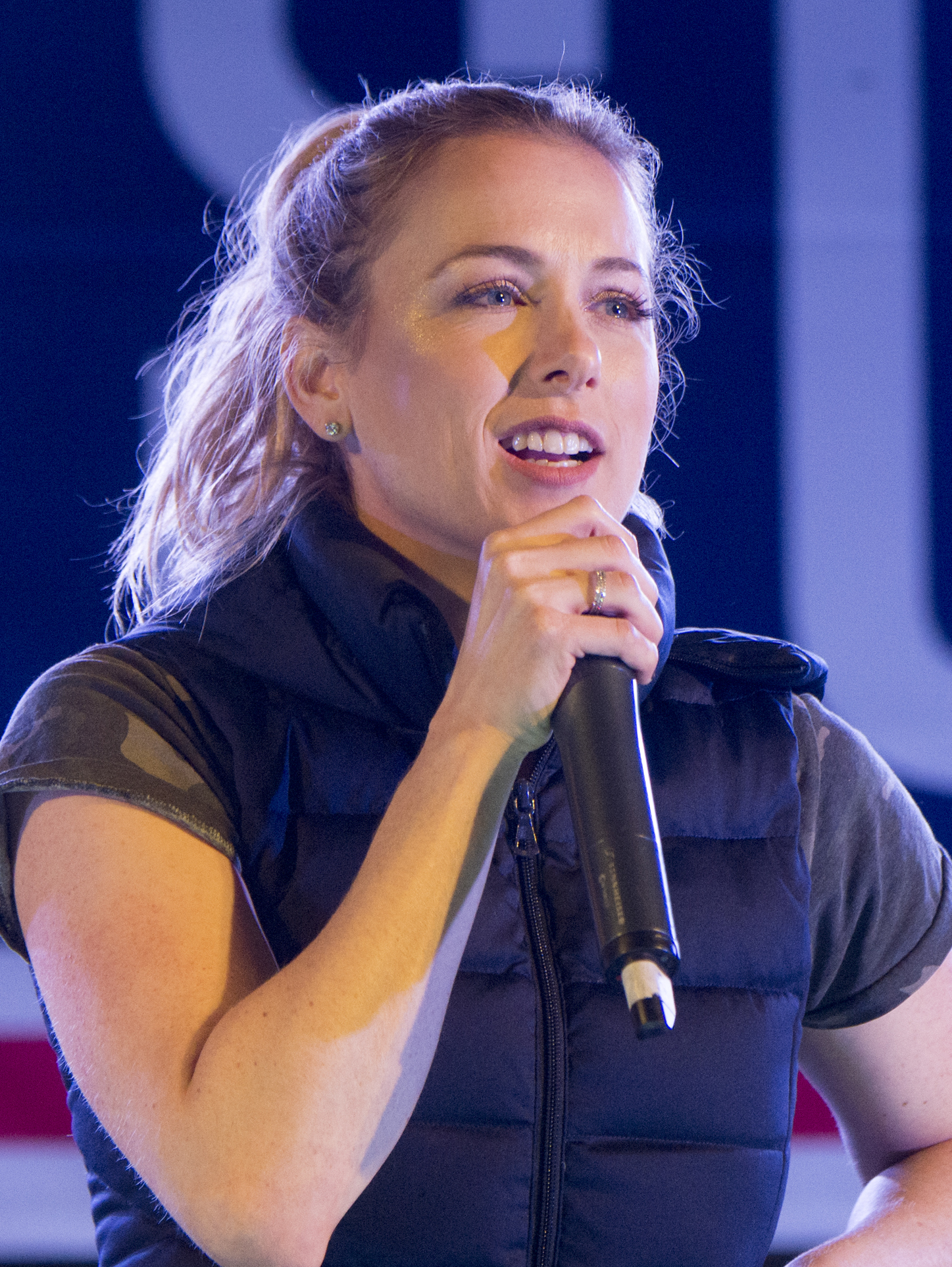
Iliza Shlesinger, 2017

Iliza Shlesinger (* 22. Februar 1983 in New York City) ist eine US-amerikanische Stand-up-Komikerin, Moderatorin und Schauspielerin.
Sie hat als einzige weibliche und auch jüngste Stand-up-Komikerin die NBC-Castingshow Last Comic Standing gewonnen.

## Karriere

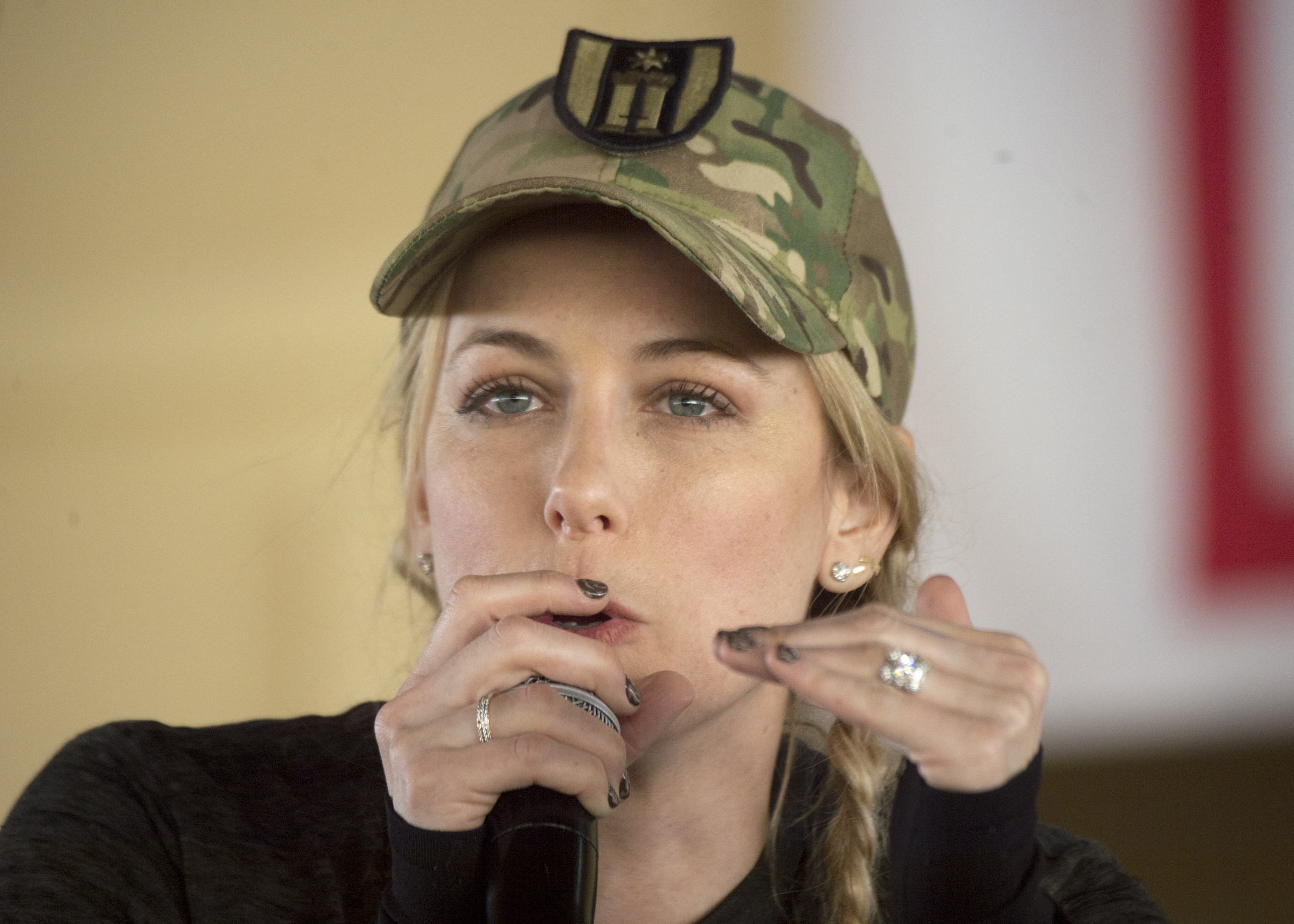
Iliza Shlesinger, 2017

Iliza Shlesinger begann nach ihrem Abschluss am Emerson College ihre Karriere als Stand-up-Komikerin in Los Angeles bei der Buchungsagentur Whiteboy Comedy, die sie auf die Bühne des Comedyclubs The Improv brachte.
2007 gewann sie den MySpace-Wettbewerb So You Think You’re Funny und wurde so zum Myspace Girl of the Week des Fernsehsenders G4.
2008 gewann Shlesinger als erste weibliche und jüngste Comedian die sechste Staffel der NBC-Castingshow Last Comic Standing.
Mit ihrer einstündigen Debüt-Comedy-Show War Paint schaffte sie es auf Platz 1 der iTunes-Charts und unter die Top 10 Alben des Jahres 2013. Ausgestrahlt wurde die Show auf Netflix. Ebenfalls für Netflix produzierte Shlesinger die Comedyshows Freezing Hot (2015) und Confirmed Kills (2016). Das neue Programm Elder Millenial (2018) ist ebenfalls auf Netflix abrufbar.
Neben ihren eignen Tourneen steht Shlesinger im Rahmen von Veranstaltungen wie dem Just For Laughs Festival und dem The New York Comedy Festival auf der Bühne.
Darüber hinaus moderierte sie für TheStream.tv die Show The Weakly News, für CBS die Show Excused Excused und für TBS die Show Separation Anxiety.
Für ABC schrieb sie die Miniserie Forever 31, für die mittlerweile eine zweite Staffel angekündigt wurde. Ein weiteres Format, bei dem Shlesinger als Produzentin und Drehbuchautorin fungiert, ist für ABC in Planung.
Für den US-amerikanischen Fernsehsender Freeform, der zu ABC gehört, entwickelt sie aktuell eine Late-Night-Show.
Von 2014 bis 2016 betrieb Shlesinger einen Podcast unter dem Namen Truth and Iliza.
2013 erschienenen Film Paradise spielt Shlesinger neben Stars wie Julianne Hough, Russell Brand und Octavia Spencer.
Shlesinger war bei Fernsehshows, wie NBC's Tonight Show with Jimmy Fallon, The Today Show, Comedy Central, Hollywood Game Night, Chelsea Lately, Arsenio und Late Night with Carson Daly, zu Gast.
2017 ist ihr erstes Buch unter dem Titel Girl Logic: The Genius and the Absurdity bei Weinstein Books erschienen.
Sie ist seit 2018 verheiratet.

## Diskografie
- 2010: Iliza Live
- 2011: Man Up and Act Like a Lady
- 2013: War Paint
- 2016: Freezing Hot

## Filmografie
- 2013: Paradise
- 2014: Deadbeat (Fernsehserie, Folge 1x01)
- 2016: Forever 31 (Fernsehserie, 7 Folgen)
- 2017: Girlboss (Fernsehserie, Folge 1x05)
- 2018: Plötzlich Familie (Instant Family)
- 2020: Spenser Confidential
- 2020: Pieces of a Woman
- 2020: The Opening Act
- 2021: The Right One
- 2021: Good on Paper (auch Buch und Produktion)
- 2021: Supercool
- 2021: Bosch (Fernsehserie, Folge 7x07)
- 2022: Dollface (Fernsehserie, Folge 2x067)

## Comedy Specials
| Jahr | Titel            | Sender  |
| ---- | ---------------- | ------- |
| 2013 | War Paint        | Netflix |
| 2015 | Freezing Hot     | Netflix |
| 2016 | Confirmed Kills  | Netflix |
| 2018 | Elder Millennial | Netflix |
| 2019 | Iliza Unveiled   | Netflix |
| 2022 | Hot Forever      | Netflix |

## Bibliografie
- Girl Logic: The Genius and the Absurdity. Weinstein Books, 2017, ISBN 978-1-60286-323-1